# Brianne Howey

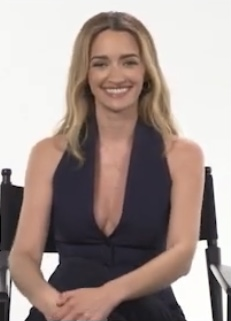
Brianne Howey (2022)

Brianne Nicole Howey (* 24. Mai 1989 in La Cañada Flintridge, Kalifornien) ist eine US-amerikanische Schauspielerin.

## Leben
Howey wurde 1989 im kalifornischen La Cañada Flintridge geboren, wo sie mit einer Schwester aufwuchs. Sie besuchte die dortige Flintridge Sacred Heart Academy, die sie 2007 erfolgreich abschloss. Anschließend machte sie 2011 ihren Bachelor of Fine Arts an der New York University Tisch School of the Arts.
Sie debütierte Ende der 2000er Jahre in mehreren Kurzfilmen als Filmschauspielerin. 2014 war sie in der ABC-Family-Fernsehserie Twisted als Whitney Taylor zu sehen. 2016 spielte sie die Rolle der Kat Rance in der Fernsehserie The Exorcist des Senders Fox. Seit 2021 spielt sie die Hauptrolle in der Netflix-Serie Ginny & Georgia.

## Filmografie (Auswahl)
- 2008: Suckerpunch (Kurzfilm)
- 2009: Appropriate Sex (Kurzfilm)
- 2010: Party Favors (Kurzfilm)
- 2010: The Great Belle and Bill Slater (Kurzfilm)
- 2010: 90210 (Fernsehserie, Episode 3x04)
- 2011: Baby Ruth (Kurzfilm)
- 2011: Navy CIS (NCIS: Naval Criminal Investigative Service, Fernsehserie, Episode 9x02)
- 2011–2012: The Middle (Fernsehserie, 2 Episoden)
- 2012: Revenge (Fernsehserie, 3 Episoden)
- 2013: Baby Daddy (Fernsehserie, Episode 2x01)
- 2013: Backseat Driver (Kurzfilm)
- 2013: Criminal Minds (Fernsehserie, 2 Episoden)
- 2013: Red Scare (Fernsehserie, 8 Episoden)
- 2014: ETXR
- 2014: Twisted (Fernsehserie, 4 Episoden)
- 2014: Hart of Dixie (Fernsehserie, Episode 3x19)
- 2014: Playing House (Fernsehserie, Episode 1x06)
- 2014: Kill the Boss 2 (Horrible Bosses 2)
- 2014: On Dangerous Heels (Kurzfilm)
- 2015: Hawaii Five-0 (Fernsehserie, Episode 6x06)
- 2015: Fruit Detective (Kurzfilm)
- 2015: Scream Queens (Fernsehserie, 2 Episoden)
- 2015–2017: I Live with Models (Fernsehserie, 11 Episoden)
- 2016: The Odd Couple (Fernsehserie, Episode 2x03)
- 2016: Viral
- 2016: Super Novas
- 2016: XOXO
- 2017: The Exorcist (Fernsehserie, 10 Episoden)
- 2017: Show Business (Kurzfilm)
- 2017: Time Trap
- 2017: I’m Dying Up Here (Fernsehserie, 3 Episoden)
- 2018: Little Bitches
- 2019: The Passage (Fernsehserie, 10 Episoden)
- 2019: Plus One
- 2019–2022: Dollface (Fernsehserie, 7 Episoden)
- 2019–2020: Batwoman (Fernsehserie, 4 Episoden)
- seit 2021: Ginny & Georgia (Fernsehserie, 30 Episoden)
- 2024: Dear Santa – Teuflische Weihnachten (Dear Santa)
- 2025: Irgendwie schwanger (Kinda Pregnant)